# Los Garbanzos
Este artículo trata sobre un grupo de música. Para la legumbre comestible de la familia de las fabáceas, véase Cicer arietinum.
Los Garbanzos  son una banda musical creada en Costa Rica en el año 1994, empezaron como una banda de punk y hardcore pero con el transcurso del tiempo se tornaron hacia el ska, de hecho su música es una fusión que tiene como resultado un rock tropical como lo definen sus integrantes. Sus letras hacen frecuentes alusiones a temas como las mujeres, la fiesta y el alcohol. 
La banda ya ha grabado 1 demo y tres discos: "Garbanzos", "De Vuelta", "La doctrina secreta" y "Algo en la vida", de estos discos se extraen grandes éxitos como "Torera", "La Locura", "El Panteón", "Cartas al Viento", "Voy a buscarte", "Yo y mis amigos", "La Quebradita de caifas" entre otras.
En 2005 lanzaron el disco Algo en la Vida manteniéndose firmes en sus raíces de punk, ska y roots. Esta producción fue galardonada por ACAM (Asociación de Compositores y Autores Musicales) como mejor disco de Rock Urbano en el 2007 . Para finales del mes de septiembre del año 2007 se dio la presentación del video "Aquel Recuerdo", del mismo disco.
En febrero de 2011 presentaron el videoclip de la canción "Bonita". 
Actualmente, están presentando su nueva producción discográfica, XX Años De Lo Mismo, un compilado de canciones que hacen un recorrido por la trayectoria de la banda, incluyendo temas clásicos, nuevas versiones y sus más recientes creaciones. En total, el disco contiene 14 temas.
Los integrantes actuales de Los Garbanzos son:
- -Paulo Parra: Voz
- -Arturo Díaz: Batería
- -Jonathan Herrera: Guitarra
- -Marco Calderón:Guitarra
- -Leo C. Marenco: Bajo
- -Carlos “Pipo” Chaves: Percusión Latina
- -Luis Paulino Fallas: Trompeta
- -Andrés Córdoba: Trombón

Se han presentado en importantes conciertos internacionales junto a grupos como Calle 13, Los Auténticos Decadentes, Todos tus muertos, Los Fabulosos Cadillacs, La Maldita Vecindad, Los Rabanes, Bersuit Vergarabat, Panteón Rococó, Cultura Profética, 2 Minutos, Voodoo Glow Skull, entre otros.